# Моторина, Юлия Александровна
Юлия Александровна Моторина (18 мая 1984) — российская футболистка, нападающая, тренер. Мастер спорта России.

## Биография
Начинала заниматься футболом в спортивной секции посёлка Обухово. На взрослом уровне выступала за клубы высшей лиги России «Надежда» (Ногинск), «Чертаново» (Москва). Вызывалась в юниорскую сборную России. Завершила игровую карьеру из-за перелома ключицы.
С начала 2010-х годов работает детским тренером в ДЮСШ г. Ногинска с командами девочек. Приводила свои команды к победам в первенстве Московской области, призовым местам в первенстве России. Также работала с командой мальчиков «Виктория» (Электроугли).
Выступала за молодёжную сборную России.